# Abade (Ilha do Príncipe)
Abade é uma aldeia de São Tomé e Príncipe, localizada a Este da Ilha do Príncipe. Encontra-se nas proximidades das localidades de Nova Estrela e de Ponta da Garça.